# Saison 2018-2019 des Rockets de Houston
La saison 2018-2019 des Rockets de Houston est la 52e saison de la franchise en National Basketball Association (NBA) et la 48e saison dans la ville de Houston.

## Draft
| Tour | Choix | Joueur            | Poste | Nationalité | Provenance    |
| ---- | ----- | ----------------- | ----- | ----------- | ------------- |
| 2    | 46    | De'Anthony Melton | G     | États-Unis  | Trojans d'USC |

## Matchs

### Summer League
| Summer League Total: 4-1 |

| Match | Date match | Équipe        | Score     | Meilleur marqueur      | Meilleur rebondeur      | Meilleur passeur      | Lieux Spectateurs    | Série |
| ----- | ---------- | ------------- | --------- | ---------------------- | ----------------------- | --------------------- | -------------------- | ----- |
| 1     | 6 juillet  | Indiana       | V 92-89   | House, Duval (20)      | Isaiah Hartenstein (11) | House, Melton (4)     | Cox Pavilion         | 1 - 0 |
| 2     | 8 juillet  | Golden State  | V 87-81   | R. J. Hunter (24)      | Isaiah Hartenstein (7)  | Danuel House (5)      | Thomas & Mack Center | 2 - 0 |
| 3     | 9 juillet  | L.A. Clippers | V 104-90  | De'Anthony Melton (26) | De'Anthony Melton (10)  | De'Anthony Melton (5) | Thomas & Mack Center | 3 - 0 |
| 4     | 11 juillet | Brooklyn      | V 109-102 | Danuel House (18)      | Danuel House (8)        | De'Anthony Melton (4) | Cox Pavilion         | 4 - 0 |
| 5     | 14 juillet | Cleveland     | D 87-92   | Danuel House (30)      | De'Anthony Melton (10)  | De'Anthony Melton (7) | Thomas & Mack Center | 4 - 1 |

### Pré-saison
| Pré-saison Total: 4-1 (Domicile: 1-1; Extérieur: 3-0) |

| Match | Date match | Équipe          | Score     | Meilleur marqueur | Meilleur rebondeur | Meilleur passeur  | Lieux                | Série |
| ----- | ---------- | --------------- | --------- | ----------------- | ------------------ | ----------------- | -------------------- | ----- |
| 1     | 2 octobre  | @ Memphis       | V 131-115 | Chris Paul (22)   | Green & Capela (6) | Chris Paul (9)    | Scotiabank Arena     | 1 - 0 |
| 2     | 4 octobre  | Indiana         | D 100-110 | James Harden (17) | James Ennis (6)    | James Harden (10) | Target Center        | 1 - 1 |
| 3     | 7 octobre  | @ San Antonio   | V 108-93  | James Harden (21) | Chris Paul (8)     | Paul & Harden (9) | Quicken Loans Arena  | 2 - 1 |
| 4     | 9 octobre  | Shanghai Sharks | V 128-86  | James Harden (37) | Bruno Caboclo (7)  | Paul & Harden (9) | Quicken Loans Arena  | 3 - 1 |
| 5     | 12 octobre | @ Memphis       | V 121-103 | James Harden (23) | Clint Capela (13)  | Chris Paul (11)   | Little Caesars Arena | 4 - 1 |

### Saison régulière
| Saison régulière Total: 53-29 (Domicile: 31-10; Extérieur: 22-19) |

| Match | Date match | Équipe           | Score     | Meilleur marqueur    | Meilleur rebondeur  | Meilleur passeur  | Lieux          | Série |
| ----- | ---------- | ---------------- | --------- | -------------------- | ------------------- | ----------------- | -------------- | ----- |
| 1     | 17 octobre | Nouvelle-Orléans | D 112-131 | Eric Gordon (21)     | James Harden (9)    | James Harden (10) | Toyota Center  | 0 - 1 |
| 2     | 20 octobre | @ L.A. Lakers    | V 124-115 | James Harden (36)    | Clint Capela (12)   | Chris Paul (10)   | Staples Center | 1 - 1 |
| 3     | 21 octobre | @ L.A. Clippers  | D 112-115 | James Harden (31)    | Anthony, Capela (6) | James Harden (14) | Staples Center | 1 - 2 |
| 4     | 24 octobre | Utah             | D 89-100  | James Harden (29)    | Clint Capela (12)   | James Harden (7)  | Toyota Center  | 1 - 3 |
| 5     | 26 octobre | L.A. Clippers    | D 113-133 | Carmelo Anthony (24) | Clint Capela (15)   | Chris Paul (8)    | Toyota Center  | 1 - 4 |
| 6     | 30 octobre | Portland         | D 85-104  | Chris Paul (17)      | Clint Capela (14)   | Chris Paul (9)    | Toyota Center  | 1 - 5 |

| Match | Date match  | Équipe          | Score          | Meilleur marqueur | Meilleur rebondeur | Meilleur passeur  | Lieux                   | Série   |
| ----- | ----------- | --------------- | -------------- | ----------------- | ------------------ | ----------------- | ----------------------- | ------- |
| 7     | 2 novembre  | @ Brooklyn      | V 119-111      | Chris Paul (32)   | Clint Capela (13)  | Chris Paul (11)   | Barclays Center         | 2 - 5   |
| 8     | 3 novembre  | @ Chicago       | V 96-88        | James Harden (25) | Clint Capela (12)  | Chris Paul (8)    | United Center           | 3 - 5   |
| 9     | 5 novembre  | @ Indiana       | V 98-94        | James Harden (28) | Clint Capela (10)  | Chris Paul (13)   | Bankers Life Fieldhouse | 4 - 5   |
| 10    | 8 novembre  | @ Oklahoma City | D 80-98        | James Harden (19) | James Harden (8)   | Harden, Paul (5)  | Chesapeake Energy Arena | 4 - 6   |
| 11    | 10 novembre | @ San Antonio   | D 89-96        | James Harden (25) | Clint Capela (17)  | Chris Paul (4)    | AT&T Center             | 4 - 7   |
| 12    | 11 novembre | Indiana         | V 115-103      | James Harden (40) | Gary Clark (8)     | James Harden (9)  | Toyota Center           | 5 - 7   |
| 13    | 13 novembre | @ Denver        | V 109-99       | Clint Capela (24) | Clint Capela (9)   | James Harden (11) | Pepsi Center            | 6 - 7   |
| 14    | 15 novembre | Golden State    | V 107-86       | James Harden (27) | Clint Capela (10)  | Chris Paul (7)    | Toyota Center           | 7 - 7   |
| 15    | 17 novembre | Sacramento      | V 132-112      | James Harden (34) | Clint Capela (16)  | Chris Paul (9)    | Toyota Center           | 8 - 7   |
| 16    | 21 novembre | Détroit         | V 126-124      | James Harden (43) | Clint Capela (15)  | James Harden (9)  | Toyota Center           | 9 - 7   |
| 17    | 23 novembre | @ Détroit       | D 111-116 (OT) | James Harden (33) | Clint Capela (21)  | Chris Paul (9)    | Little Caesars Arena    | 9 - 8   |
| 18    | 24 novembre | @ Cleveland     | D 108-117      | James Harden (40) | Clint Capela (10)  | James Harden (13) | Quicken Loans Arena     | 9 - 9   |
| 19    | 26 novembre | @ Washington    | D 131-135 (OT) | James Harden (54) | Clint Capela (14)  | James Harden (13) | Capital One Arena       | 9 - 10  |
| 20    | 28 novembre | Dallas          | D 108-128      | James Harden (25) | James Harden (11)  | James Harden (17) | Toyota Center           | 9 - 11  |
| 21    | 30 novembre | @ San Antonio   | V 136-105      | Clint Capela (27) | Clint Capela (12)  | Harden, Paul (10) | AT&T Center             | 10 - 11 |

| Match | Date match   | Équipe             | Score     | Meilleur marqueur | Meilleur rebondeur | Meilleur passeur  | Lieux                    | Série   |
| ----- | ------------ | ------------------ | --------- | ----------------- | ------------------ | ----------------- | ------------------------ | ------- |
| 22    | 1er décembre | Chicago            | V 121-105 | James Harden (30) | Clint Capela (15)  | Chris Paul (13)   | Toyota Center            | 11 - 11 |
| 23    | 3 décembre   | @ Minnesota        | D 91-103  | James Harden (29) | P. J. Tucker (9)   | James Harden (8)  | Target Center            | 11 - 12 |
| 24    | 6 décembre   | @ Utah             | D 91-118  | James Harden (15) | Clint Capela (10)  | Chris Paul (5)    | Vivint Smart Home Arena  | 11 - 13 |
| 25    | 8 décembre   | @ Dallas           | D 104-107 | James Harden (35) | Clint Capela (13)  | Harden, Paul (8)  | American Airlines Center | 11 - 14 |
| 26    | 11 décembre  | Portland           | V 111-104 | James Harden (29) | Chris Paul (11)    | Chris Paul (10)   | Toyota Center            | 12 - 14 |
| 27    | 13 décembre  | L.A. Lakers        | V 126-111 | James Harden (50) | Clint Capela (14)  | James Harden (11) | Toyota Center            | 13 - 14 |
| 28    | 15 décembre  | @ Memphis          | V 105-97  | James Harden (32) | James Harden (12)  | Harden, Paul (10) | FedExForum               | 14 - 14 |
| 29    | 17 décembre  | Utah               | V 102-97  | James Harden (47) | Clint Capela (14)  | Chris Paul (9)    | Toyota Center            | 15 - 14 |
| 30    | 19 décembre  | Washington         | V 136-118 | James Harden (35) | Clint Capela (12)  | James Harden (9)  | Toyota Center            | 16 - 14 |
| 31    | 20 décembre  | @ Miami            | D 99-101  | James Harden (35) | Clint Capela (14)  | James Harden (12) | American Airlines Arena  | 16 - 15 |
| 32    | 22 décembre  | San Antonio        | V 108-101 | James Harden (39) | Clint Capela (23)  | James Harden (10) | Toyota Center            | 17 - 15 |
| 33    | 25 décembre  | Oklahoma City      | V 113-109 | James Harden (41) | Clint Capela (23)  | James Harden (7)  | Toyota Center            | 18 - 15 |
| 34    | 27 décembre  | Boston             | V 127-113 | James Harden (45) | Clint Capela (18)  | James Harden (6)  | Toyota Center            | 19 - 15 |
| 35    | 29 décembre  | @ Nouvelle-Orléans | V 108-104 | James Harden (41) | James Harden (9)   | Austin Rivers (7) | Smoothie King Center     | 20 - 15 |
| 36    | 31 décembre  | Memphis            | V 113-101 | James Harden (43) | Clint Capela (13)  | James Harden (13) | Toyota Center            | 21 - 15 |

| Match | Date match | Équipe           | Score          | Meilleur marqueur | Meilleur rebondeur  | Meilleur passeur   | Lieux                 | Série   |
| ----- | ---------- | ---------------- | -------------- | ----------------- | ------------------- | ------------------ | --------------------- | ------- |
| 37    | 3 janvier  | @ Golden State   | V 135-134 (OT) | James Harden (44) | Clint Capela (21)   | James Harden (15)  | Oracle Arena          | 22 - 15 |
| 38    | 5 janvier  | @ Portland       | D 101-110      | James Harden (38) | Clint Capela (21)   | James Harden (7)   | Moda Center           | 22 - 16 |
| 39    | 6 janvier  | Denver           | V 125-113      | James Harden (32) | Clint Capela (9)    | James Harden (14)  | Toyota Center         | 23 - 16 |
| 40    | 9 janvier  | Milwaukee        | D 109-116      | James Harden (42) | Clint Capela (13)   | P. J. Tucker (7)   | Toyota Center         | 23 - 17 |
| 41    | 11 janvier | Cleveland        | V 141-113      | James Harden (43) | James Harden (10)   | James Harden (12)  | Toyota Center         | 24 - 17 |
| 42    | 13 janvier | @ Orlando        | D 109-116      | James Harden (38) | Clint Capela (10)   | James Harden (12)  | Amway Center          | 24 - 18 |
| 43    | 14 janvier | Memphis          | V 112-94       | James Harden (57) | James Harden (9)    | Austin Rivers (6)  | Toyota Center         | 25 - 18 |
| 44    | 16 janvier | Brooklyn         | D 142-145 (OT) | James Harden (58) | Harden, Tucker (10) | Harden, Rivers (6) | Toyota Center         | 25 - 19 |
| 45    | 19 janvier | L.A. Lakers      | V 138-134 (OT) | James Harden (48) | P. J. Tucker (9)    | James Harden (6)   | Toyota Center         | 26 - 19 |
| 46    | 21 janvier | @ Philadelphie   | D 93-121       | James Harden (37) | Trois joueurs (6)   | Harden, Rivers (3) | Wells Fargo Center    | 26 - 20 |
| 47    | 23 janvier | @ New York       | V 114-110      | James Harden (61) | James Harden (15)   | Harden, Rivers (4) | Madison Square Garden | 27 - 20 |
| 48    | 25 janvier | Toronto          | V 121-119      | James Harden (35) | Kenneth Faried (14) | James Harden (7)   | Toyota Center         | 28 - 20 |
| 49    | 27 janvier | Orlando          | V 103-98       | James Harden (40) | James Harden (11)   | Harden, Paul (6)   | Toyota Center         | 29 - 20 |
| 50    | 29 janvier | Nouvelle-Orléans | D 116-121      | James Harden (37) | Faried, Harden (11) | Chris Paul (9)     | Toyota Center         | 29 - 21 |

| Match                  | Date match  | Équipe         | Score     | Meilleur marqueur | Meilleur rebondeur  | Meilleur passeur   | Lieux                      | Série   |
| ---------------------- | ----------- | -------------- | --------- | ----------------- | ------------------- | ------------------ | -------------------------- | ------- |
| 51                     | 1er février | @ Denver       | D 122-136 | James Harden (30) | Faried, Harden (6)  | James Harden (9)   | Pepsi Center               | 29 - 22 |
| 52                     | 2 février   | @ Utah         | V 125-98  | James Harden (43) | Faried, Harden (12) | Harden, Rivers (5) | Vivint Smart Home Arena    | 30 - 22 |
| 53                     | 4 février   | @ Phoenix      | V 118-110 | James Harden (44) | Kenneth Faried (14) | James Harden (6)   | Talking Stick Resort Arena | 31 - 22 |
| 54                     | 6 février   | @ Sacramento   | V 127-101 | James Harden (36) | Kenneth Faried (11) | Chris Paul (11)    | Golden 1 Center            | 32 - 22 |
| 55                     | 9 février   | Oklahoma City  | D 112-117 | James Harden (42) | Kenneth Faried (12) | Chris Paul (9)     | Toyota Center              | 32 - 23 |
| 56                     | 11 février  | Dallas         | V 120-104 | James Harden (31) | Faried, Harden (8)  | Chris Paul (11)    | Toyota Center              | 33 - 23 |
| 57                     | 13 février  | @ Minnesota    | V 111-121 | James Harden (42) | Kenneth Faried (11) | Chris Paul (8)     | Target Center              | 33 - 24 |
| NBA All-Star Game 2019 |             |                |           |                   |                     |                    |                            |         |
| 58                     | 21 février  | @ L.A. Lakers  | D 106-111 | James Harden (30) | Clint Capela (11)   | Chris Paul (9)     | Staples Center             | 33 - 25 |
| 59                     | 23 février  | @ Golden State | V 118-112 | Eric Gordon (25)  | Clint Capela (15)   | Chris Paul (17)    | Oracle Arena               | 34 - 25 |
| 60                     | 25 février  | Atlanta        | V 119-111 | James Harden (28) | Kenneth Faried (10) | Chris Paul (8)     | Toyota Center              | 35 - 25 |
| 61                     | 27 février  | @ Charlotte    | V 118-113 | James Harden (30) | Clint Capela (17)   | Chris Paul (10)    | Spectrum Center            | 36 - 25 |
| 62                     | 28 février  | Miami          | V 121-118 | James Harden (58) | Clint Capela (11)   | James Harden (10)  | Toyota Center              | 37 - 25 |

| Match | Date match | Équipe             | Score     | Meilleur marqueur | Meilleur rebondeur | Meilleur passeur  | Lieux                    | Série   |
| ----- | ---------- | ------------------ | --------- | ----------------- | ------------------ | ----------------- | ------------------------ | ------- |
| 63    | 3 mars     | @ Boston           | V 115-104 | James Harden (42) | Clint Capela (9)   | Chris Paul (12)   | TD Garden                | 38 - 25 |
| 64    | 5 mars     | @ Toronto          | V 107-95  | James Harden (35) | Clint Capela (15)  | Chris Paul (10)   | Scotiabank Arena         | 39 - 25 |
| 65    | 8 mars     | Philadelphie       | V 107-91  | James Harden (31) | James Harden (10)  | Chris Paul (8)    | Toyota Center            | 40 - 25 |
| 66    | 10 mars    | @ Dallas           | V 94-93   | Eric Gordon (26)  | Clint Capela (12)  | Chris Paul (9)    | American Airlines Center | 41 - 25 |
| 67    | 11 mars    | Charlotte          | V 118-106 | James Harden (28) | Clint Capela (15)  | James Harden (10) | Toyota Center            | 42 - 25 |
| 68    | 13 mars    | Golden State       | D 104-106 | James Harden (29) | Clint Capela (13)  | James Harden (10) | Toyota Center            | 42 - 26 |
| 69    | 15 mars    | Phoenix            | V 108-102 | James Harden (41) | Clint Capela (11)  | James Harden (11) | Toyota Center            | 43 - 26 |
| 70    | 17 mars    | Minnesota          | V 117-102 | Chris Paul (25)   | Clint Capela (13)  | Harden, Paul (10) | Toyota Center            | 44 - 26 |
| 71    | 19 mars    | @ Atlanta          | V 121-105 | James Harden (31) | Clint Capela (11)  | Chris Paul (11)   | State Farm Arena         | 45 - 26 |
| 72    | 20 mars    | @ Memphis          | D 125-126 | James Harden (57) | Clint Capela (10)  | James Harden (8)  | FedExForum               | 45 - 27 |
| 73    | 22 mars    | San Antonio        | V 111-105 | James Harden (61) | Clint Capela (16)  | Chris Paul (5)    | Toyota Center            | 46 - 27 |
| 74    | 24 mars    | @ Nouvelle-Orléans | V 113-90  | James Harden (28) | Clint Capela (17)  | Chris Paul (13)   | Smoothie King Center     | 47 - 27 |
| 75    | 26 mars    | @ Milwaukee        | D 94-108  | James Harden (23) | Clint Capela (11)  | James Harden (7)  | Fiserv Forum             | 47 - 28 |
| 76    | 28 mars    | Denver             | V 112-85  | James Harden (38) | Clint Capela (15)  | Chris Paul (8)    | Toyota Center            | 48 - 28 |
| 77    | 30 mars    | Sacramento         | V 119-108 | James Harden (50) | Clint Capela (15)  | James Harden (10) | Toyota Center            | 49 - 28 |

| Match | Date match | Équipe          | Score     | Meilleur marqueur | Meilleur rebondeur  | Meilleur passeur | Lieux                   | Série   |
| ----- | ---------- | --------------- | --------- | ----------------- | ------------------- | ---------------- | ----------------------- | ------- |
| 78    | 2 avril    | @ Sacramento    | V 130-105 | James Harden (36) | Clint Capela (13)   | Chris Paul (12)  | Golden 1 Center         | 50 - 28 |
| 79    | 3 avril    | @ L.A. Clippers | V 135-103 | James Harden (31) | Clint Capela (15)   | Harden, Paul (7) | Staples Center          | 51 - 28 |
| 80    | 5 avril    | New York        | V 120-96  | James Harden (26) | Clint Capela (15)   | Chris Paul (10)  | Toyota Center           | 52 - 28 |
| 81    | 7 avril    | Phoenix         | V 149-113 | James Harden (30) | Capela, Harden (13) | Harden, Paul (9) | Toyota Center           | 53 - 28 |
| 82    | 9 avril    | @ Oklahoma City | D 111-112 | James Harden (39) | James Harden (10)   | Chris Paul (6)   | Chesapeake Energy Arena | 53 - 29 |

### Playoffs
| Playoffs Total: 6-5 (Domicile: 5-1; Extérieur: 1-4) |

| Match | Date match | Équipe | Score     | Meilleur marqueur | Meilleur rebondeur | Meilleur passeur  | Lieux                   | Série |
| ----- | ---------- | ------ | --------- | ----------------- | ------------------ | ----------------- | ----------------------- | ----- |
| 1     | 14 avril   | Utah   | V 122-90  | James Harden (29) | Clint Capela (12)  | James Harden (10) | Toyota Center           | 1 - 0 |
| 2     | 17 avril   | Utah   | V 118-98  | James Harden (32) | James Harden (13)  | James Harden (10) | Toyota Center           | 2 - 0 |
| 3     | 20 avril   | @ Utah | V 104-101 | James Harden (22) | Clint Capela (14)  | James Harden (10) | Vivint Smart Home Arena | 3 - 0 |
| 4     | 22 avril   | @ Utah | D 91-107  | James Harden (30) | Chris Paul (8)     | Chris Paul (7)    | Vivint Smart Home Arena | 3 - 1 |
| 5     | 24 avril   | Utah   | V 100-93  | James Harden (26) | Clint Capela (10)  | James Harden (6)  | Toyota Center           | 4 - 1 |

| Match | Date match | Équipe         | Score          | Meilleur marqueur | Meilleur rebondeur  | Meilleur passeur | Lieux Spectateurs | Série |
| ----- | ---------- | -------------- | -------------- | ----------------- | ------------------- | ---------------- | ----------------- | ----- |
| 1     | 28 avril   | @ Golden State | D 100-104      | James Harden (36) | Clint Capela (6)    | James Harden (6) | Oracle Arena      | 0 - 1 |
| 2     | 30 avril   | @ Golden State | D 109-115      | James Harden (29) | Tucker, Capela (10) | Chris Paul (6)   | Oracle Arena      | 0 - 2 |
| 3     | 4 mai      | Golden State   | V 126-121 (OT) | James Harden (41) | P. J. Tucker (12)   | Chris Paul (7)   | Toyota Center     | 1 - 2 |
| 4     | 6 mai      | Golden State   | V 112-108      | James Harden (38) | Harden, Tucker (10) | Chris Paul (5)   | Toyota Center     | 2 - 2 |
| 5     | 8 mai      | @ Golden State | D 99-104       | James Harden (31) | Clint Capela (14)   | James Harden (8) | Oracle Arena      | 2 - 3 |
| 6     | 10 mai     | Golden State   | D 113-118      | James Harden (35) | Chris Paul (11)     | Chris Paul (6)   | Toyota Center     | 2 - 4 |

### Confrontations en saison régulière
| Conférence Est      | Conférence Est                            | Conférence Est                            | Conférence Ouest                          | Conférence Ouest                          | Conférence Ouest                          | Conférence Ouest                          | Conférence Ouest                          |
| Division Atlantique | Division Atlantique                       | Division Atlantique                       | Division Nord-Ouest                       | Division Nord-Ouest                       | Division Nord-Ouest                       | Division Nord-Ouest                       | Division Nord-Ouest                       |
| Équipe              | Domicile                                  | Extérieur                                 | Équipe                                    | Domicile                                  | Domicile                                  | Extérieur                                 | Extérieur                                 |
| ------------------- | ----------------------------------------- | ----------------------------------------- | ----------------------------------------- | ----------------------------------------- | ----------------------------------------- | ----------------------------------------- | ----------------------------------------- |
| Boston              | 127-113                                   | 115-104                                   | Denver                                    | 125-113                                   | 112-85                                    | 109-99                                    | 122-136                                   |
| Brooklyn            | 142-145 (OT)                              | 119-111                                   | Minnesota                                 | 117-102                                   |                                           | 91-103                                    | 111-121                                   |
| New York            | 120-96                                    | 114-110                                   | Oklahoma City                             | 113-109                                   | 112-117                                   | 80-98                                     | 111-112                                   |
| Philadelphie        | 107-91                                    | 93-121                                    | Portland                                  | 85-104                                    | 111-104                                   | 101-110                                   |                                           |
| Toronto             | 121-119                                   | 107-95                                    | Utah                                      | 89-100                                    | 102-97                                    | 91-118                                    | 125-98                                    |
|                     | 4–1                                       | 4–1                                       |                                           | 6–3                                       | 6–3                                       | 2–7                                       | 2–7                                       |
| Division            | 8–2                                       | 8–2                                       | Division                                  | 8–10                                      | 8–10                                      | 8–10                                      | 8–10                                      |
| Division Atlantique | Division Atlantique                       | Division Atlantique                       | Division Nord-Ouest                       | Division Nord-Ouest                       | Division Nord-Ouest                       | Division Nord-Ouest                       | Division Nord-Ouest                       |
| Équipe              | Domicile                                  | Extérieur                                 | Équipe                                    | Domicile                                  | Domicile                                  | Extérieur                                 | Extérieur                                 |
| Chicago             | 121-105                                   | 96-88                                     | Golden State                              | 107-86                                    | 104-106                                   | 135-134 (OT)                              | 118-112                                   |
| Cleveland           | 141-113                                   | 108-117                                   | L.A. Clippers                             | 113-133                                   |                                           | 112-115                                   | 135-103                                   |
| Detroit             | 126-124                                   | 111-116 (OT)                              | L.A. Lakers                               | 126-111                                   | 138-134 (OT)                              | 124-115                                   | 106-111                                   |
| Indiana             | 115-103                                   | 98-94                                     | Phoenix                                   | 108-102                                   | 149-113                                   | 118-110                                   |                                           |
| Milwaukee           | 109-116                                   | 94-108                                    | Sacramento                                | 132-112                                   | 119-108                                   | 127-101                                   | 130-105                                   |
|                     | 4–1                                       | 2–3                                       |                                           | 7–2                                       | 7–2                                       | 7–2                                       | 7–2                                       |
| Division            | 6–4                                       | 6–4                                       | Division                                  | 14–4                                      | 14–4                                      | 14–4                                      | 14–4                                      |
| Division Atlantique | Division Atlantique                       | Division Atlantique                       | Division Nord-Ouest                       | Division Nord-Ouest                       | Division Nord-Ouest                       | Division Nord-Ouest                       | Division Nord-Ouest                       |
| Équipe              | Domicile                                  | Extérieur                                 | Équipe                                    | Domicile                                  | Domicile                                  | Extérieur                                 | Extérieur                                 |
| Atlanta             | 119-111                                   | 121-105                                   | Dallas                                    | 108-128                                   | 120-104                                   | 104-107                                   | 94-93                                     |
| Charlotte           | 118-106                                   | 118-113                                   |                                           |                                           |                                           |                                           |                                           |
| Miami               | 121-118                                   | 99-101                                    | Memphis                                   | 113-101                                   | 112-94                                    | 105-97                                    | 125-126                                   |
| Orlando             | 103-98                                    | 109-116                                   | New Orleans                               | 112-131                                   | 116-121                                   | 108-104                                   | 113-90                                    |
| Washington          | 136-118                                   | 131-135 (OT)                              | San Antonio                               | 108-101                                   | 111-105                                   | 89-96                                     | 136-105                                   |
|                     | 5–0                                       | 2–3                                       |                                           | 5–3                                       | 5–3                                       | 5–3                                       | 5–3                                       |
| Division            | 7–3                                       | 7–3                                       | Division                                  | 10–6                                      | 10–6                                      | 10–6                                      | 10–6                                      |
| Conférence          | 21–9 (Domicile: 13–2; Extérieur: 8–7)     | 21–9 (Domicile: 13–2; Extérieur: 8–7)     | Conférence                                | 32–20 (Domicile: 18–8; Extérieur: 14–12)  | 32–20 (Domicile: 18–8; Extérieur: 14–12)  | 32–20 (Domicile: 18–8; Extérieur: 14–12)  | 32–20 (Domicile: 18–8; Extérieur: 14–12)  |
| Total               | 53–29 (Domicile: 31–10; Extérieur: 22–19) | 53–29 (Domicile: 31–10; Extérieur: 22–19) | 53–29 (Domicile: 31–10; Extérieur: 22–19) | 53–29 (Domicile: 31–10; Extérieur: 22–19) | 53–29 (Domicile: 31–10; Extérieur: 22–19) | 53–29 (Domicile: 31–10; Extérieur: 22–19) | 53–29 (Domicile: 31–10; Extérieur: 22–19) |

## Classements de la saison régulière
| Conférence Ouest | Conférence Ouest                | Conférence Ouest | Conférence Ouest | Conférence Ouest | Conférence Ouest | Conférence Ouest | Conférence Ouest |
| No               | Franchise                       | Vic.             | Def.             | MJ               | V/D              | GB               |                  |
| ---------------- | ------------------------------- | ---------------- | ---------------- | ---------------- | ---------------- | ---------------- | ---------------- |
| 1                | Warriors de Golden State T      | 57               | 25               | 82               | .695             | –                |                  |
| 2                | Nuggets de Denver               | 54               | 28               | 82               | .659             | 3                |                  |
| 3                | Trail Blazers de Portland       | 53               | 29               | 82               | .646             | 4                |                  |
| 4                | Rockets de Houston              | 53               | 29               | 82               | .646             | 4                |                  |
| 5                | Jazz de l'Utah                  | 50               | 32               | 82               | .610             | 7                |                  |
| 6                | Thunder d'Oklahoma City         | 49               | 33               | 82               | .598             | 8                |                  |
| 7                | Spurs de San Antonio            | 48               | 34               | 82               | .585             | 9                |                  |
| 8                | Clippers de Los Angeles         | 48               | 34               | 82               | .585             | 9                |                  |
|                  |                                 |                  |                  |                  |                  |                  |                  |
| 9                | Kings de Sacramento             | 39               | 43               | 82               | .476             | 18               |                  |
| 10               | Lakers de Los Angeles           | 37               | 45               | 82               | .451             | 20               |                  |
| 11               | Timberwolves du Minnesota       | 36               | 46               | 82               | .439             | 21               |                  |
| 12               | Grizzlies de Memphis            | 33               | 49               | 82               | .402             | 24               |                  |
| 13               | Pelicans de La Nouvelle-Orléans | 33               | 49               | 82               | .402             | 24               |                  |
| 14               | Mavericks de Dallas             | 33               | 49               | 82               | .402             | 24               |                  |
| 15               | Suns de Phoenix                 | 19               | 63               | 82               | .232             | 38               |                  |

| Division Sud-Ouest            | V  | D  | MJ | V/D  | GB | Dom   | Ext   | Div  |
| ----------------------------- | -- | -- | -- | ---- | -- | ----- | ----- | ---- |
| Rockets de Houston (4)        | 53 | 29 | 82 | .646 | –  | 31–10 | 22–19 | 10–6 |
| Spurs de San Antonio (7)      | 48 | 34 | 82 | .585 | 5  | 32–9  | 16–25 | 10–6 |
| Grizzlies de Memphis (12)     | 33 | 49 | 82 | .402 | 20 | 21–20 | 12–29 | 8–8  |
| Pelicans de Nlle-Orléans (13) | 33 | 49 | 82 | .402 | 20 | 19–22 | 14–27 | 8–8  |
| Mavericks de Dallas (14)      | 33 | 49 | 82 | .402 | 20 | 24–17 | 9–32  | 4–12 |

## Effectif

### Effectif actuel
| Rockets de Houston Effectif actuel                                                                  |    |                        |                          |                     |
| Entraîneur : Mike D'Antoni                                                                          |    |                        |                          |                     |
| Pivot                                                                                               | 15 | Drapeau de la Suisse   | Clint Capela             | Chalon-sur-Saône    |
| Meneur                                                                                              | 2  | Drapeau des États-Unis | Chris Chiozza            | Florida             |
| Ailier fort                                                                                         | 6  | Drapeau des États-Unis | Gary Clark (R)           | Cincinnati          |
| Meneur                                                                                              | 0  | Drapeau des États-Unis | Trevon Duval (R) (TW)    | Duke                |
| Ailier                                                                                              | 12 | Drapeau des États-Unis | Vincent Edwards (R) (TW) | Purdue              |
| Ailier fort / Pivot                                                                                 | 35 | Drapeau des États-Unis | Kenneth Faried           | Morehead State      |
| Arrière                                                                                             | 5  | Drapeau des États-Unis | Michael Frazier II (R)   | Florida             |
| Arrière                                                                                             | 10 | Drapeau des États-Unis | Eric Gordon              | Indiana             |
| Arrière / Ailier                                                                                    | 14 | Drapeau des États-Unis | Gerald Green             | Gulf Shores Academy |
| Meneur / Arrière                                                                                    | 13 | Drapeau des États-Unis | James Harden             | Arizona State       |
| Ailier fort / Pivot                                                                                 | 55 | /                      | Isaiah Hartenstein (R)   | Žalgiris Kaunas     |
| Arrière / Ailier                                                                                    | 4  | Drapeau des États-Unis | Danuel House             | Texas               |
| Ailier fort / Pivot                                                                                 | 42 | Drapeau du Brésil      | Nenê                     | Vasco da Gama       |
| Meneur                                                                                              | 3  | Drapeau des États-Unis | Chris Paul               | Wake Forest         |
| Arrière                                                                                             | 25 | Drapeau des États-Unis | Austin Rivers            | Duke                |
| Arrière / Ailier                                                                                    | 1  | Drapeau des États-Unis | Iman Shumpert            | Georgia Tech        |
| Ailier / Ailier fort                                                                                | 17 | Drapeau des États-Unis | P. J. Tucker             | Texas               |
| (R) - Rookie, (TW) - Two-way contract, Blessé, (TW) - Two-way contract, (10) - Contrat de 10 jours. |    |                        |                          |                     |

## Transactions

### Échanges
| 21 juin 2018 (Jour de la draft) | A Rockets de HoustonDroits sur Vincent Edwards (#52) | A Jazz de l'UtahCompensation financière de 1 500 000 $ |
| 2 août 2018                     | A Rockets de HoustonDroits sur Maarty Leunen (2008 #54) | A Mavericks de DallasChinanu Onuaku Droit d'échange du second tour de draft 2020 Compensation financière de 1 544 951 $                                                |
| 31 août 2018                    | A Rockets de HoustonBrandon Knight Marquese Chriss | A Suns de PhoenixRyan Anderson Droits sur De'Anthony Melton (2018 #46)                                                                                                 |
| 7 janvier 2019                  | A Rockets de HoustonSecond tour de draft 2020 de Memphis | A Bulls de ChicagoMichael Carter-Williams Compensation financière de 1 065 696 $                                                                                       |
| 22 janvier 2019                 | A Rockets de HoustonDroits sur Tadija Dragićević (2008 #53) | A Bulls de ChicagoCarmelo Anthony Droits sur Jon Diebler (2011 #51) Compensation financière de 1 560 000 $                                                             |
| 7 février 2019                  | A Rockets de HoustonWade Baldwin IV (De Cleveland) Iman Shumpert (De Sacramento) Nik Stauskas (De Cleveland) Second tour de draft 2021 de Milwaukee (De Cleveland) | A Cavaliers de ClevelandMarquese Chriss (De Houston) Brandon Knight (De Houston) Second tour de draft 2019 protégé (De Houston) Second tour de draft 2022 (De Houston) |
| 7 février 2019                  | A Kings de SacramentoAlec Burks (De Cleveland) Second tour de draft 2020 (De Houston)                                                                              | |
| 7 février 2019                  | A Rockets de HoustonCompensation financiére | A Pacers de l'IndianaWade Baldwin IV Nik Stauskas Droits sur Maarty Leunen (2008 #54) Second tout de draft 2021 (de Milwaukee)                                         |
| 7 février 2019                  | A Rockets de HoustonDroit d'échange du second tour de draft | A 76ers de PhiladelphieJames Ennis III |

### Joueurs qui re-signent
| Date       | Joueur       | Contrat                             |
| ---------- | ------------ | ----------------------------------- |
| 08/07/2018 | Chris Paul   | Contrat de 159 730 592 $ sur 4 ans. |
| 10/07/2018 | Gerald Green | Contrat de 2 393 887 $ sur 1 an.    |
| 27/07/2018 | Clint Capela | Contrat de 90 000 000 $ sur 5 ans.  |

### Options dans les contrats
| Date       | Joueur          | Option                                                                       |
| ---------- | --------------- | ---------------------------------------------------------------------------- |
| 29/06/2018 | Aaron Jackson   | Houston exerce son option d'équipe de 1 378 242 $ pour la saison 2018-2019.  |
| 31/10/2018 | Marquese Chriss | Houston décline son option d'équipe de 4 078 236 $ pour la saison 2019-2020. |

### Arrivés

#### Draft
| Date       | Joueur          | Contrat                                    | Provenance                    |
| ---------- | --------------- | ------------------------------------------ | ----------------------------- |
| 03/07/2018 | Vincent Edwards | Contrat non garanti de 838 464 $ sur 1 an. | Boilermakers de Purdue (NCAA) |

#### Agent libre
| Date       | Joueur                  | Contrat                                                 | Provenance                                 |
| ---------- | ----------------------- | ------------------------------------------------------- | ------------------------------------------ |
| 03/07/2018 | Gary Clark              | Contrat non garanti de 838 464 $ sur 1 an.              | Bearcats de Cincinnati (NCAA)              |
| 06/07/2018 | Michael Carter-Williams | Contrat partiellement garanti de 1 757 429 $ sur 1 an.  | Hornets de Charlotte                       |
| 13/07/2018 | James Ennis III         | Contrat de 3 466 716 $ sur 2 ans.                       | Pistons de Détroit                         |
| 25/07/2018 | Isaiah Hartenstein      | Contrat partiellement garanti de 3 919 177 $ sur 3 ans. | Vipers de Rio Grande Valley (NBA G-League) |
| 13/08/2018 | Carmelo Anthony         | Contrat de 2 393 887 $ sur 1 an.                        | Hawks d'Atlanta                            |
| 26/11/2018 | Danuel House            | Contrat non garanti de 1 027 969 $ sur 1 an.            | Vipers de Rio Grande Valley (NBA G-League) |
| 06/12/2018 | Gary Clark              | Contrat partiellement garanti de 3 677 586 $ sur 3 ans. | Rockets de Houston                         |
| 24/12/2018 | Austin Rivers           | Contrat de 1 155 323 $ sur 1 an.                        | Suns de Phoenix                            |
| 21/01/2019 | Kenneth Faried          | Contrat de 917 272 $ jusqu'à la fin de la saison.       | Nets de Brooklyn                           |

#### Contrat de10 jours
| Date       | Joueur         | Contrat                           | Provenance                |
| ---------- | -------------- | --------------------------------- | ------------------------- |
| 16/01/2019 | James Nunnally | Contrat de 76 236 $ sur 10 jours. | Timberwolves du Minnesota |

#### Two-way contract
| Date       | Joueur          | Provenance         |
| ---------- | --------------- | ------------------ |
| 15/10/2018 | Gary Clark      | Rockets de Houston |
| 15/10/2018 | Vincent Edwards | Rockets de Houston |
| 06/12/2018 | Danuel House    | Rockets de Houston |

#### Camps d'entraînement
| Date       | Joueur             | Contrat                            | Provenance                       |
| ---------- | ------------------ | ---------------------------------- | -------------------------------- |
| 10/08/2018 | Rob Gray           | Contrat non garanti de 838 464 $   | Cougars de Houston (NCAA)        |
| 20/08/2018 | Bruno Caboclo      | Contrat non garanti de 1 621 415 $ | Kings de Sacramento              |
| 09/10/2018 | Brandon Sampson    | Contrat non garanti de 838 464 $   | Tigers de LSU (NCAA)             |
| 10/10/2018 | Ángel Rodríguez    | Contrat non garanti de 838 464 $   | Vaqueros de Bayamón              |
| 12/10/2018 | Tim Bond           | Contrat non garanti de 838 464 $   | Eagles d'Eastern Michigan (NCAA) |
| 12/10/2018 | Alessandro Gentile | Contrat non garanti de 1 349 383 $ | Virtus Bologne                   |

### Départs

#### Agents libres
| Date       | Joueur        | Nouvelle équipe ¹         |
| ---------- | ------------- | ------------------------- |
| 01/07/2018 | Joe Johnson   |                           |
| 06/07/2018 | Trevor Ariza  | Suns de Phoenix           |
| 25/07/2018 | Markel Brown  | Darüşşafaka               |
| 20/08/2018 | Tarik Black   | Maccabi Tel-Aviv          |
| 24/08/2018 | Le'Bryan Nash | Tokyo Hachioji Bee Trains |

¹ Il s'agit de l’équipe pour laquelle le joueur a signé après son départ, il a pu entre-temps changer d'équipe ou encore de pays.

#### Joueurs coupés
| Date       | Joueur         | Nouvelle équipe ¹  |
| ---------- | -------------- | ------------------ |
| 05/07/2018 | Aaron Jackson  |                    |
| 18/08/2018 | R. J. Hunter   | Hawks d'Atlanta    |
| 04/12/2018 | Danuel House   | Rockets de Houston |
| 17/12/2018 | Zhou Qi        |                    |
| 21/01/2019 | James Nunnally |                    |

¹ Il s'agit de l’équipe pour laquelle le joueur a signé après son départ, il a pu entre-temps changer d'équipe ou encore de pays.

#### Non retenu après les camps d’entraînements
| Date       | Joueur             |
| ---------- | ------------------ |
| 08/10/2018 | Rob Gray           |
| 12/10/2018 | Alessandro Gentile |
| 13/10/2018 | Bruno Caboclo      |
| 13/10/2018 | Ángel Rodríguez    |
| 13/10/2018 | Brandon Sampson    |
| 13/10/2018 | Tim Bond           |

### Joueurs "agents libres" à la fin de la saison
| Joueur          | Fin de saison |
| --------------- | ------------- |
| Marquese Chriss | Agent libre   |
| Kenneth Faried  | Agent libre   |
| Gerald Green    | Agent libre   |
| Austin Rivers   | Agent libre   |

### Options en fin de saison
| Joueur          | Fin de saison  |
| --------------- | -------------- |
| James Ennis III | Option joueur. |